# Kada Al-Hirmil
Kada Al-Hirmil (arab. قضاء الهرمل) – jednostka administracyjna w Libanie, należąca do Muhafazy Al-Bika. Dystrykt jest zamieszkany przede wszystkim przez szyitów.

## Wybory parlamentarne
Okręg wyborczy, obejmujący dystrykty Al-Hirmil i Kada Baalbek, jest reprezentowany w libańskim Zgromadzeniu Narodowym przez 10 deputowanych (6 szyitów, 2 sunnitów, 1 maronita, 1 grekokatolik).